# 張國維 (嘉靖進士)
张国维（1494年—？年），字崇四，號抑斋，南直隶凤阳府定遠縣民籍，松江府上海县人。明朝政治人物。

## 生平
治《書經》，行二，由縣學生中式嘉靖元年（1522年）壬午科應天府鄉試第六十二名舉人，嘉靖二年（1523年）聯捷癸未科會試第十名，第二甲第九十八名進士。历官刑部员外郎，嘉靖八年十月充副使，册封吉王妃喬氏。升刑部郎中，十二年二月因御史冯恩案贬边方杂职。

## 家族
曾祖张昱。祖父張謹，甲申進士。父張永泰，戊辰進士。母袁氏。慈侍下。兄张国紀，號持斋，贡士，历任兵部主事、南京户部郎中、盐运司同知、知府；弟國正。